# Melithaea flabellata
Melithaea flabellata är en korallart som först beskrevs av Gray 1870.  Melithaea flabellata ingår i släktet Melithaea och familjen Melithaeidae. Inga underarter finns listade i Catalogue of Life.